# هیروکی ماتسوبارا
هیروکی ماتسوبارا (انگلیسی: Hiroki Matsubara؛ زادهٔ ۱۵ نوامبر ۱۹۷۳) بازیکن فوتبال اهل ژاپن است.
از باشگاه‌هایی که در آن بازی کرده‌است می‌توان به باشگاه فوتبال شیمیزو اس-پالس اشاره کرد.